# Паисий Галичский
Паи́сий Галичский (умер 23 мая 1460 года) — архимандрит Русской церкви. Насельник Успенского Овинского монастыря, который при нём стал широко известен и стал в честь него именоваться Паисиево-Галичским.

## Биография
Монастырь, где он подвизался, носил название сперва Никольского, потом Успенского — от бывших в нем храмов во имя святителя Николая и Успения Пресвятой Богородицы, из которых последний сооружён был, за ветхостью прежнего, в княжение великого князя Дмитрия Донского боярином Иоанном Овином, получившим в видении образ Богоматери, прозванный Овинским и увезённый впоследствии в Москву великого князя Василием Васильевичем, после войны против своего родного дяди, князя Юрия Дмитриевича Галичского (1433).
По завещанию сына последнего, князя Дмитрия Красного († 1440), после битвы великого князя с его братом Шемякой, преподобный Паисий, бывший духовным отцом внука Овинова, Дмитрия Ярцева, ездил с копией названного выше образа в Москву просить великого князя Василия Тёмного о покровительстве обители; был встречен с колокольным звоном и крестным ходом самим князем, митрополитом Ионой и многочисленной толпой народа; получил грамоту к наместникам о защите монастыря от нападений и возвратился в сопровождении двух московских архимандритов (Трифона из Спасского и Никандра из Чудовского монастыря). После того сам был поставлен в архимандриты, а монастырь назван в честь его Паисиевым.
Мощи его почивают под спудом в Успенской церкви. Наружность его описана в «Иконописном подлиннике» под 21 июля: «подобием сед, брада аки Макария Желтоводского, на конец раздвоилась, курчавата; ризы монашеские».
Умер 23 мая 1460 года (а не 6 июня 1504 года, как значится в некоторых источниках), прожив 75 лет от пострижения до кончины.